# Vorrei sposare
Vorrei sposare (June Bride) è un film del 1948 diretto da Bretaigne Windust. La sceneggiatura di Ranald MacDougall è basata su Feature for June di Eileen Tighe e Graeme Lorimer.

## Produzione
Il film, prodotto dalla Warner Bros.-First National Pictures Inc. con il titolo di lavorazione Feature for June, venne girato in interni nei Warner Brothers Burbank Studios, al 4000 di Warner Boulevard, a Burbank.
Bette Davis lavorò per la prima volta con Edith Head che vestì la star con una serie di costumi di grande eleganza.

## Distribuzione
Distribuito dalla Warner Bros., il film uscì nelle sale cinematografiche USA il 29 ottobre 1948. Nel 1949, venne distribuito in Svezia (19 aprile, come Junibruden), Regno Unito (20 giugno), Finlandia (19 agosto, come Kesäkuumorsian), Francia (19 ottobre, come La Mariée du dimanche), Danimarca (7 novembre, come Junibruden), Giappone (22 dicembre). Nel 1950, uscì in Australia (21 aprile) e in Portogallo (4 settembre, come Noiva da Primavera). Nel 1990, fu trasmesso per la prima volta in televisione in Germania Ovest il 16 agosto come Die Braut des Monats.